# Amstel Gold Race 2004
L'Amstel Gold Race 2004, trentanovesima edizione della corsa, valida come prova della Coppa del mondo di ciclismo su strada, si svolse il 18 aprile 2004 su un percorso di 250,7 km da Maastricht alla collina del Cauberg, nel comune di Valkenburg aan de Geul. Fu vinta dall'italiano Davide Rebellin, che terminò in 6h 23' 44".
Al traguardo di Valkenburg aan de Geul furono 101 i ciclisti in totale che completarono la gara.

## Squadre e corridori partecipanti
| N.      | Cod. | Squadra                |
| ------- | ---- | ---------------------- |
| 1-8     | TMO  | T-Mobile Team          |
| 11-18   | A2R  | AG2R Prévoyance        |
| 21-28   | ALB  | Alessio-Bianchi        |
| 41-48   | DVE  | Domina Vacanze         |
| 51-58   | FDJ  | fdjeux.com             |
| 61-68   | FAS  | Fassa Bortolo          |
| 71-78   | GST  | Gerolsteiner           |
| 81-88   | IBB  | Illes Balears-Banesto  |
| 91-98   | LAM  | Lampre                 |
| 101-108 | LST  | Liberty Seguros        |
| 111-118 | PHO  | Phonak Hearing Systems |
| 121-128 | QSD  | Quick Step-Davitamon   |

| N.      | Cod. | Squadra                           |
| ------- | ---- | --------------------------------- |
| 131-138 | RAB  | Rabobank                          |
| 141-148 | SAE  | Saeco Macchine per Caffè          |
| 151-158 | CSC  | Team CSC                          |
| 161-168 | USP  | US Postal Service p/b Berry Floor |
| 171-178 | LOT  | Lotto-Domo                        |
| 181-188 | BGL  | Bankgiroloterij                   |
| 191-198 | CHO  | Chocolade Jacques-Wincor          |
| 201-208 | DEN  | De Nardi                          |
| 211-218 | LAN  | Landbouwkrediet-Colnago           |
| 221-228 | MRB  | Mr Bookmaker.com-Palmans          |
| 231-238 | REB  | Relax-Bodysol                     |
| 241-248 | VLA  | Vlaanderen-T Interim              |

## Ordine d'arrivo (Top 10)
| Pos. | Corridore         | Squadra       | Tempo    |
| ---- | ----------------- | ------------- | -------- |
| 1    | Davide Rebellin   | Gerolsteiner  | 6h23'44" |
| 2    | Michael Boogerd   | Rabobank      | a 1"     |
| 3    | Paolo Bettini     | Quick Step    | a 18"    |
| 4    | Danilo Di Luca    | Saeco         | s.t.     |
| 5    | Peter Van Petegem | Lotto-Domo    | s.t.     |
| 6    | Matthias Kessler  | T-Mobile Team | a 26"    |
| 7    | Erik Dekker       | Rabobank      | a 41"    |
| 8    | Sergej Ivanov     | T-Mobile Team | a 52"    |
| 9    | Mirko Celestino   | Saeco         | a 53"    |
| 10   | Giampaolo Caruso  | Liberty Seg.  | a 55"    |